# Лейк-Лотавана (Міссурі)
Лейк-Лотавана (англ. Lake Lotawana) — місто (англ. city) в США, в окрузі Джексон штату Міссурі. Населення — 2310 осіб (2020).

## Географія
Лейк-Лотавана розташований за координатами 38°54′13″ пн. ш. 94°15′33″ зх. д. / 38.90361° пн. ш. 94.25917° зх. д. (38.903482, -94.259239).  За даними Бюро перепису населення США в 2010 році місто мало площу 29,26 км², з яких 26,71 км² — суходіл та 2,55 км² — водойми.

## Демографія
Згідно з переписом 2010 року, у місті мешкало 1939 осіб у 840 домогосподарствах у складі 566 родин. Густота населення становила 66 осіб/км².  Було 1299 помешкань (44/км²).
Расовий склад населення:
| - 96,8 % — білих - 0,5 % — азіатів - 0,4 % — чорних або афроамериканців - 0,3 % — корінних американців - 0,1 % — вихідців з тихоокеанських островів |

До двох чи більше рас належало 1,6 %. Частка іспаномовних становила 1,8 % від усіх жителів.
За віковим діапазоном населення розподілялося таким чином: 19,7 % — особи молодші 18 років, 65,8 % — особи у віці 18—64 років, 14,5 % — особи у віці 65 років та старші. Медіана віку мешканця становила 46,7 року. На 100 осіб жіночої статі у місті припадало 106,9 чоловіків;  на 100 жінок у віці від 18 років та старших — 103,3 чоловіків також старших 18 років.
Середній дохід на одне домашнє господарство  становив 102 969 доларів США (медіана — 80 208), а середній дохід на одну сім'ю — 118 209 доларів (медіана — 94 000). За межею бідності перебувало 5,2 % осіб, у тому числі 5,7 % дітей у віці до 18 років та 3,9 % осіб у віці 65 років та старших.
Цивільне працевлаштоване населення становило 1091 осіб. Основні галузі зайнятості: освіта, охорона здоров'я та соціальна допомога — 20,6 %, науковці, спеціалісти, менеджери — 13,0 %, фінанси, страхування та нерухомість — 10,7 %, будівництво — 10,0 %.